# Bertrand Milon
Pour les articles homonymes, voir Milon.
Bertrand Milon (né au lieu-dit La Ville-Morel à Broons av. 1439, fl. 1476) est un diplomate breton du XVe siècle.

## Biographie
Deux fois ambassadeur du duc de Bretagne à la Cour de Rome, il a également été seigneur de la Ville-Morel, procureur général au Parlement de Bretagne, président et juge universel de Bretagne, ainsi que sénéchal de la baillie de Ploermel et de Rennes.
Il fut le juge de Jean Le Muet qui fut condamné à mort et décapité à Saint-Malo pour complot avec les Anglais.
Le 4 avril 1460, il fonde à Nantes l'université ducale, à l'initiative du duc François II.
Il eut pour épouse Jeanne de Broons et eut pour filles Guillemette Milon (décédée en 1435 ou 1437) et sa sœur Jeanne (décédée en 1498), toutes deux abbesses de Saint-Sulpice (à Saint-Sulpice-la-Forêt). Son fils, Nicolas Milon, fut abbé de Saint-Étienne de Caen entre 1401 et 1414 (ou 1416).

## Armoiries
Les armes de la famille Milon sont les suivantes :
D'azur à trois têtes de levrier d'argent, dentées, languées et accolées d'or.

## Sources
- Émile Le Giemble, Petite histoire de Broons et des Broonais, Paris, Éditions Le Livre d'histoire, 2004, 140 p. (ISBN 2-84373-451-7)Monographie en 300 exemplaires, fac-similé de l'édition originale de 1944. La biographie de Milon est donnée à la page 25.
- Marikavel.com